# Love Don’t Live Here Anymore
A Love Don’t Live Here Anymore című dal az amerikai énekesnő Madonna 1996. március 19-én megjelent kislemeze a Something to Remember című balladákat tartalmazó albumról. A dal eredetijét a Rose Royce nevű amerikai funk-soul együttes vitte sikerre 1978-ban.
Madonna a dalt eredetileg a második stúdióalbumára, a Like a Virgin címűhöz vette fel 1984-ben. A dal feldolgozásának ötlete Michael Ostintól, a Warner Bros. kiadó A&R részlegének vezetőjétől származott. Warren Zanes a Revolution in Sound: Warner Bros. Records, the First 50 Years című könyvében az alábbiakat mondta: 

Volt szerencsém olyan régi anyagokat találni, melyekre Madonna valóban úgy reagált, mint erre a régi Rose Royce dalra, melyet akkor hallottam a rádióban, amikor útban voltam a munkahelyem felé. Nile Rodgers és Madonna a stúdióban voltak. Azt mondtam nekik: Van egy ötletem. Ismered a régi Rose Royce dalt, a "Love Don't Live Here Anymore" címűt. Miért nem próbáljátok felvenni az új változatot a Like a Virgin című lemezre?

Kezdetben Rodgers és Madonna féltek a már jól ismert ballada feldolgozásától, de az utolsó pillanatban úgy döntöttek, hogy mivel Madonna változatosságot akar vinni az albumba, nem is lehetne jobb dal, mint a "Love Don't Live Here Anymore". Rodgers szerint bár a Like a Virgin-t főként Madonna hajtotta, nagy szerepe volt abban, hogy a dal felkerült a számlistára, mivel Madonna kedvence volt.
Kezdetben a dalt kislemezen jelentették meg még 1986-ban Japánban.  Majd amikor Madonna kiadta a Something to Remember című válogatásalbumot, David Reitzas csinált hozzá egy remix változatot. Az 1996-os kislemez megjelenéshez a dalt teljesen átdolgozták a Soulshock és Raklin által készített remixben, és az album második kislemezeként adták ki Észak-Amerikában, valamint harmadik kislemezként Európában, és Ausztráliában a hozzá készített videóklippel együtt. Az 1996-os változatot ezen a kislemezen kívül még soha nem adták ki újra. Az eredeti 1984-es kiadás szerepelt az 1996-os japán CD Single Collection 3"-es CD-n, és tartalmazza az 1986-os kislemez japán kiadásának számlistáját is.

## Kompozíció
A dal Madonna féle változata akusztikus gitárokkal, és szintetizátorok hangzásával kezdődik. Madonna hangja magasan cseng, elkerülve a dallam mélyebb rezonanciáját. Az első versszak után Tony Thompson dobolni kezd, ami együtt mozog a dal ritmusával. A dal vége felé Madonna úgy énekli a dalt, mint egy soul énekes, majd a dal zihálva ér véget. A dalt a New York-i manhattani Power Station Stúdióban rögzítették. Rodgers így emlékezett vissza: "Madonna még soha nem lépett fel élő zenekarral. Nagyon szerettem mindent élőben csinálni, ezért annyit mondtam neki: Menj oda, és énekelj, mi követni fogunk. Madonna eleinte tétovázott, de az élő beállítás végül emlékezetes maradt. Énekelt, majd elöntötték az érzelmek, és sírni kezdett. Ezt a lemezen is megörökítettük.
A "Something to Remember" 1995-ös változata hegedűk és Uilleann sípok hangjával kezdődik, majd Madonna elkezdi az első versszakot. A dal előrehaladtával a hegedű hangja kezd elhalkulni, és elindul a dobgép, vele együtt a zongora is. Ahogy a refrént harmadszor is eléneklik, egy basszusdob hangja hallatszik. A hegedű ismét elhalkul, és ahogy Madonna azt énekli, hogy "Through the windmills of my eye, Everyone can see the loneliness inside me." a végéhez közeledve többször is kimondja a refrént, hangsúlyozva az "anymore" szót és a "live here anymore" kifejezést. A dal az Uilleann sípok halkulásával végződik. A dal remixeit promóciós 12-es vinyl lemezen és CD kislemezen is megjelentettek 1996. május 6-án. A SoulShock & Karlin R&B stílusú remixet készített, Marcus Schulz pedig egy house remixet, amely Madonna hangját energikus ütemmel párosította, élénk orgonavonalakkal, és szintetizátor effektusokkal párosítva.

## Kritikák

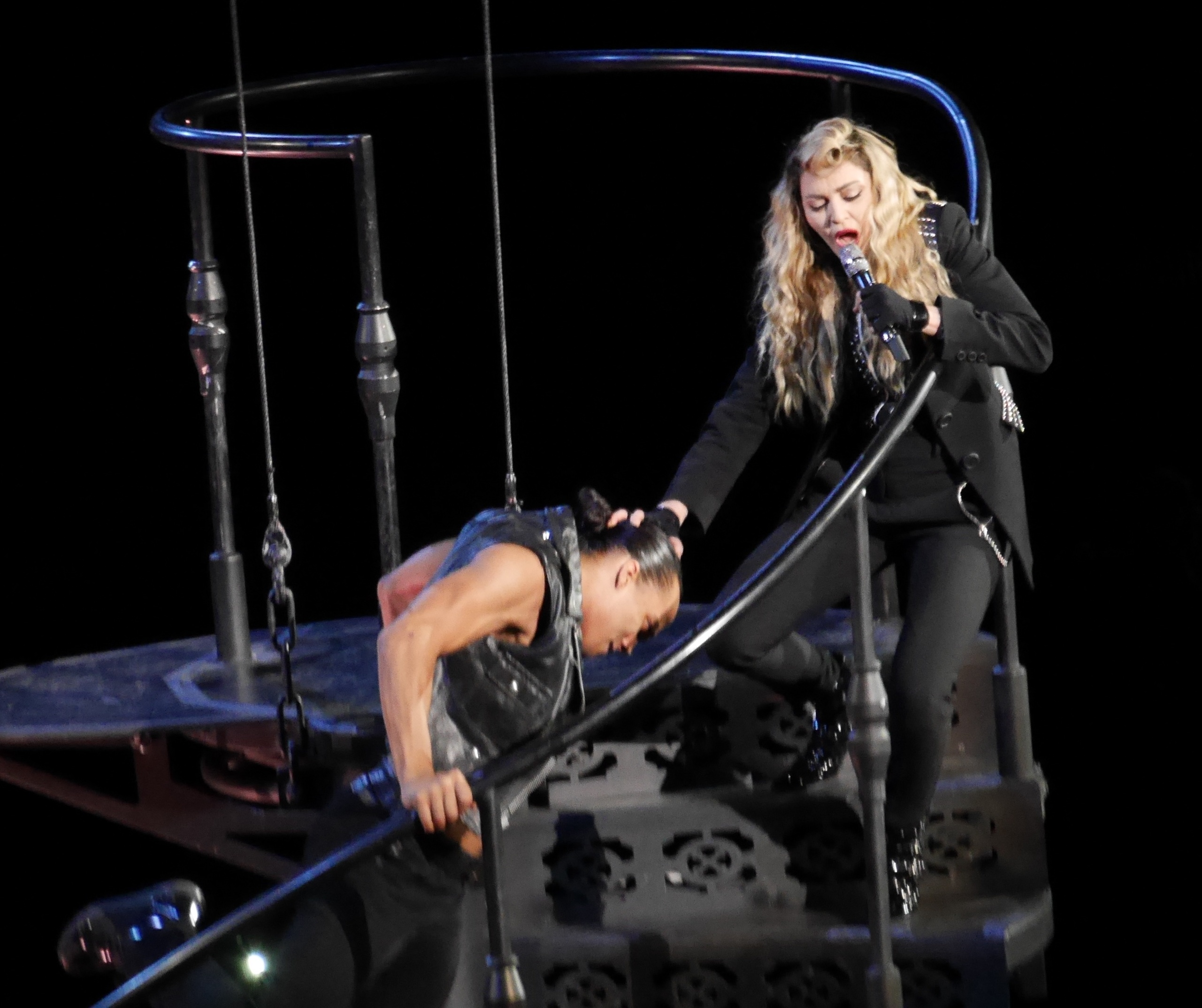
Madonna előadja a dalt egyvelegként a "HeartBreakCity" és "Love Don't Live Here Anymore" című dalokkal együtt a Rebel Heart turnén. (2015–2016)

Rikky Rooksby a The Complete Goude to the Music of Madonna című könyvében a dalról azt írta, hogy Madonna éneke a dalban dicséretet érdemel a bátorságáért, mely annak a jele volt, hogy kihívások elé állította magát.  Stephen Thomas Erlewine az Allmusic-tól miközben a Like a Virgin kritikáját írta, azt mondta, hogy megéri a dalt meghallgatni. Debbie Bull a Rolling Stone-től úgy vélekedett, hogy a "Love Don't Live Here Anymore" eme balladája szörnyű. Larry Flick a Billboard munkatársa a dal mindkét változatát dicsérte. Az első verziót "a szimfonikus pop buja szeletének" nevezte, a másikat pedig az "old-scool, jeep-soul crusieernek" nevezte. Mindkét feldolgozás tökéletesen passzol Madonna énekhangjához, melyben bőven akad az érzelmekből, és teátrális zihálásból. [...] David Reitzas húros hangszeres változata azoknak fog tetszeni akiknek nem volt elég az előző "You'll See" című dalból. A lényeg az, hogy ez valószínűleg egy újabb ütés lesz egy olyan művész számára, akinek a részvény, mint hiteles zenei entitás méltán emelkedik minden egyes megjelenéssel. A dal táncos remixeit is méltatta, mondván, hogy Marcus Schultz house remixében lévő billentyűs vonalai nagyon pasztell, teatáncra kész twirlert alkotnak. A mix nagyrészt a klubok felé hajlik. Damien Mandis a Music Week RM Dance Update munkatársa ötből négyesre értékelte a dalt.
Liz Smith a Something to Remember című album áttekintése közben úgy érezte, hogy Madonna összes énekképzése, melyet az Evita című film forgatása közben kapott, "kifizetődött, mert a La M második kislemeze csodálatosan hangzik, és előrelépést jelentett az előző "You'll See" című dalhoz képest. Dorothy Holmes a Telegram & Gazette munkatársa azt mondta, hogy a dal úgy hangzik, mint a tökéletes kortárs felnőttek kedvence.  Paul Schrodt a Slant Magazintól azt írta, hogy "Madonna hűbb dalai között [...] a hangterjedelmének határáig sírós, majd dühös rock előadásra támaszkodik, eközben a dal épül, a húrok hullámzanak a dalban, ami szó szerint zihál. A The Baltimore Sun számára írt kritikában J.D. Considine kiemelte Madonna "lelki intenzitását" a dalban. Hunter Hauk (Dallas Observer) úgy ítélte meg, hogy "a dal azok egyike azoknak a Madonna balladáknak, amelyeket ha igazán megvizsgálunk, elég borzasztóan hangzik, de még mindig működik." Dennis Hunt a Los Angeles Times munkatársa úgy vélekedett, hogy "egy ilyen gyenge hangú embernek nem szabadna olyan érzékeny balladát énekelnie, mint a "Love Don't Live Here Anymore". Az Entertainment Weekly-től Chuck Arnold megjegyezte, hogy a "legjobb feldolgozása korán elkészült Rose Royce balladának lelki igényekkel". Entertainment Weekly's Chuck Arnold noted that "her best [cover] came early on with her soul-deep take on this Rose Royce ballad".  A Medium munkatársa Richard LaBeau rámutatott, hogy ez Madonna egyik ritka, de izgalmas, nagyrészt sikeres feldolgozása.

## Slágerlistás helyezések
Az Egyesült Államokban a dal a Bubbling Under Hot 100 Singles lista élén debütált, ami a Billboard Hot 100 fő listáján a 101. pozícióhoz volt hasonlítható. Két hét után a dal a 91. helyen debütált a Billboard Hot 100-as listán, így Madonna 36. bejegyzése volt ez a listán. Az első bejegyzés valaki más dalának feldolgozásával. A dél végül csak a 78. helyig jutott, és mindössze 8 hétig volt a listán. 1996. június 8-án a dal a Hot Dance Music /Club Play listán az egyik kitörő dal volt. A 39. helyen debütált a listán, majd a következő héten elérte a 30. helyezést, majd végül a 16. helyen állt meg. It debuted at 39 on the chart and reached 30 the next week, becoming the Power Pick song of the chart. A Hot Adult Contemporary listán a 30. helyen debütált a dal, majd a 29. helyig jutott. A Radio and Records poplistáján a 44. helyen érte el a csúcsot. Kanadában a dal a 99. helyen indult az RPM Singles Chart-on 1996. május 6-án. Nyolc hét után érte el a 24. helyet. 12 hétig volt jelen a listán. Európa szerte a dal Franciaországban a 48. helyen szerepelt, Ausztráliában pedig a 27. helyig jutott.

## Videóklip és előadások
A Soulpower Remixet felhasználó klipet Jean-Baptiste Mondino rendezte, aki már dolgozott együtt Madonnával az Open Your Heart, Justify My Love, és a Human Nature című videókban. A klipet 1996 márciusában forgatták Confiteria del Molino Buenos Airesben, Argentínában, az Evita forgatásának egyik szabadnapján. Maria Gallagher volt a producer, Jean-Yves Escoffler pedig az operatőr. Bandits produkció volt. A Vanity Fair magazin 1996-ban megjelent Evita naplóiban Madonna utalt a videófelvételre, és írásban megemlített, hogy elfelejtette a dal szövegét, ami arra utalt, hogy valamiféle identitásválságban van, saját identitását próbálta zsonglőrködni az Evitában Eva Perón szerepével. Madonna ekkor a terhessége korai szakaszában volt lányával Lourdes-szal, miközben a videót készítette. Ezért nagy stresszt érzett a forgatás közben, mialatt elfelejtette a dalszöveget.
A klipben Madonna egy elhagyatott szálloda üres lakosztályában látható, hasonló környezetben, mint a "Like a Virgin" című klipben. A felvétel egyetlen képkockában készült. A kamera lassan Madonna felé közelít, amint az egy oszlop mögött áll. Megfordul körülötte, és énekli a dalt, miközben levegő járja át a szobát. A videó végül úgy végződik, hogy Madonna utoljára felnéz a kamera felé, majd lehunyja a szemét. Carol Vernallis az Experining music video esztétikai és kulturális kontextus szerzője úgy érezte, hogy a videó jó  példa arra, hogy a kép hogyan tudja a néző figyelmét a hangszerelés és a dal elrendezésének változására irányítani. Megjegyezte, hogy as kamera céltalan mozgása feléje "a fókuszt a fő témára irányítja, a néző figyelmét ezzel teljesen lekötve.
Madonna a 2015–2016-os Rebel Heart Tour című turnéján adta elő a dalt a "HeartBreakCity" című dallal együtt. Az énekesnő férfi háttértáncosaival táncolt, miközben a "HeartBreakCity"-t énekelte, majd felkergette táncosát egy csigalépcsőn, majd hátralökte, közben a dalba beleolvadt a "Love Don't Live Here Anymore" című dal.  Erik Kabik a The Last Vegas Sun-tól az előadás egyszerűségét méltatta.

### Slágerlista
| Slágerlista (1996)                           | Legjobb helyezés |
| -------------------------------------------- | ---------------- |
| Ausztrália (ARIA)                            | 27               |
| Kanada Top Singles (RPM)                     | 24               |
| Canada Hit Parade (AC/CHR/Rock) (The Record) | 31               |
| Kanada Adult Contemporary Tracks (RPM)       | 4                |
| Canada Contemporary Hit Radio (The Record)   | 22               |
| Franciaország (Single Top 100)               | 48               |
| Netherlands (Dutch Top 40 Tipparade)         | 16               |
| Netherlands (Dutch Single Tip)               | 14               |
| US Billboard Hot 100                         | 78               |
| US Adult Contemporary (Billboard)            | 29               |
| US Hot Dance Club Songs (Billboard)          | 16               |
| US Pop (Radio and Records)                   | 44               |

| Slágerlista (1996)              | Helyezés |
| ------------------------------- | -------- |
| Canada Adult Contemporary (RPM) | 48       |

## Feldolgozások
A dal instrumentális változatát a brit Morrisey-Mullen jazz-funk duó rögzítette az EMI London Abbey Road Stúdiójában 1979-ben. Ez volt az EMI kiadó első digitális felvétele, mely nem klasszikus együttestől készült. Az EMI Digital sorozat első darabjaként jelent meg elsőként egy 12 inches vinyl lemezen. A dal reggie verzióját Sharon Forrester énekes rögzítette, Boris Gandiner hangszerelésében 1979-ben. A dal másik változata a brit Double Trouble nevű csapathoz fűződik 1990-ből. A dal a 21. helyezett lett a brit kislemezlistán, valamint a 11. Új-Zélandon. A dal másik reggae változatát 1997-ben jelentette meg Bounty Killer dancehall művész a svéd Robyn énekesnővel közösen. Faith Evans a dalt 1995-ös "Faith" című albumára vette fel. Seal 2011-ben vette fel a dalt, mely Soul 2 című albumán jelent meg. Az amerikai hardcore punk együttes, a Lionheart 2016-ban megjelent dala után nevezte el negyedik, és egyben utolsó albumát.